# 아르헨티나 중앙은행
아르헨티나 중앙은행(스페인어: Banco Central de la República Argentina 방코 센트랄 데 라 레푸블리카 아르헨티나[*], 약칭 BCRA)은 아르헨티나의 중앙은행이다.
1935년 5월 28일 아르헨티나 의회가 6개의 법률을 제정하면서 중앙은행이 설립되었다. 아르헨티나 페소의 가치 유지 등 아르헨티나 경제에 중요한 역할을 맡고 있다.
아르헨티나 중앙은행은 약 85년전 설립되어 지금에 이르기까지 아르헨티나 재무부와 더불어 아르헨티나 경제의 유지, 페소의 가치 등 경제의 핵심 요소를 관리하고 규제한다.

## 같이 보기
- 아르헨티나 페소
- 아르헨티나의 경제